# Neuville-lès-Decize
Neuville-lès-Decize är en kommun i departementet Nièvre i regionen Bourgogne-Franche-Comté i de centrala delarna av Frankrike. Kommunen ligger i kantonen Dornes som tillhör arrondissementet Nevers. År 2022 hade Neuville-lès-Decize 211 invånare.

## Befolkningsutveckling
Antalet invånare i kommunen Neuville-lès-Decize
| Referens: INSEE |